# Hollis, New Hampshire
Hollis är en kommun (town) i Hillsborough County i delstaten New Hampshire, USA med 7 684 invånare (2010). 

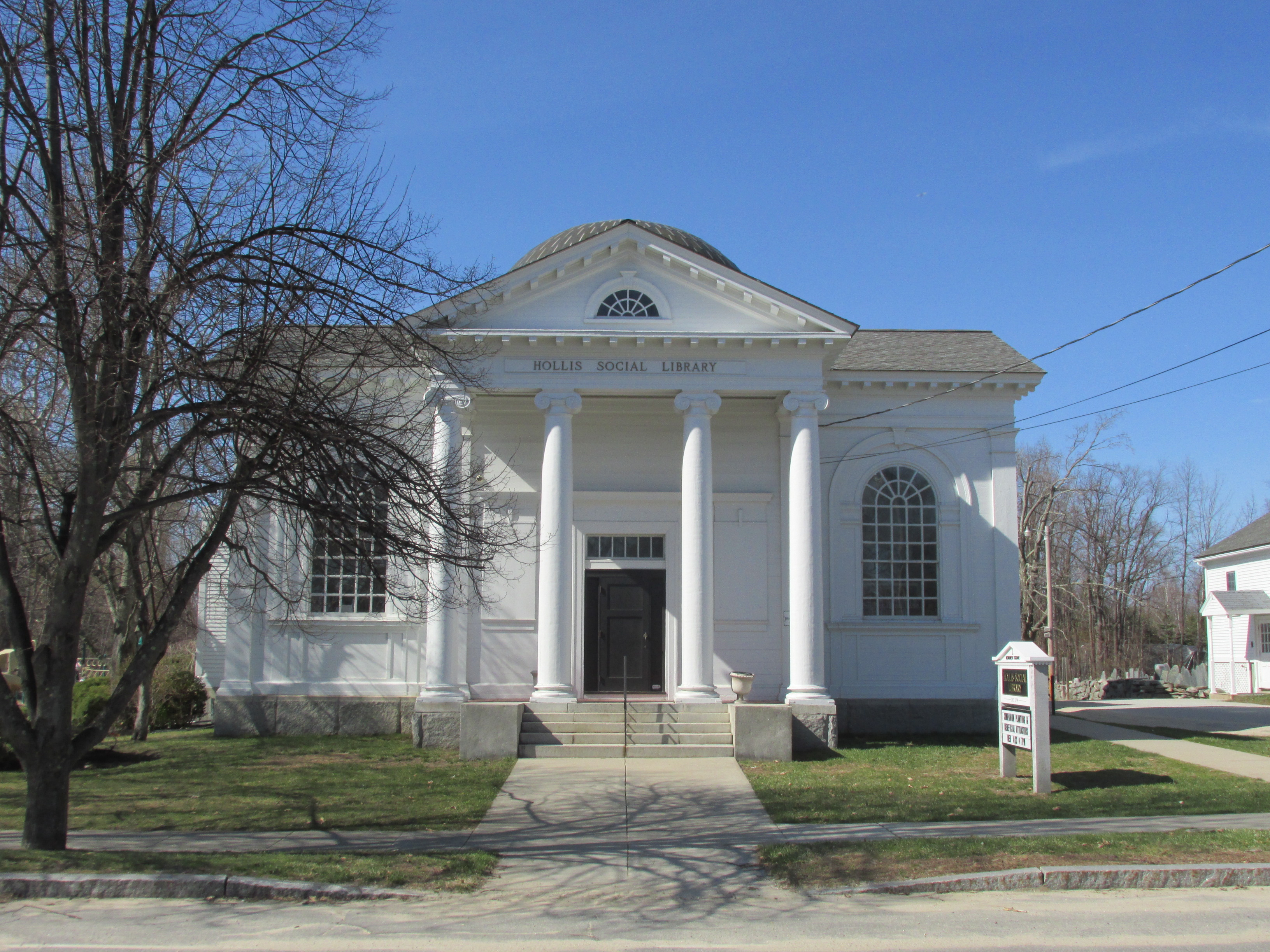
Ortens bibliotek.